# Maria Ludwik Jabłoński

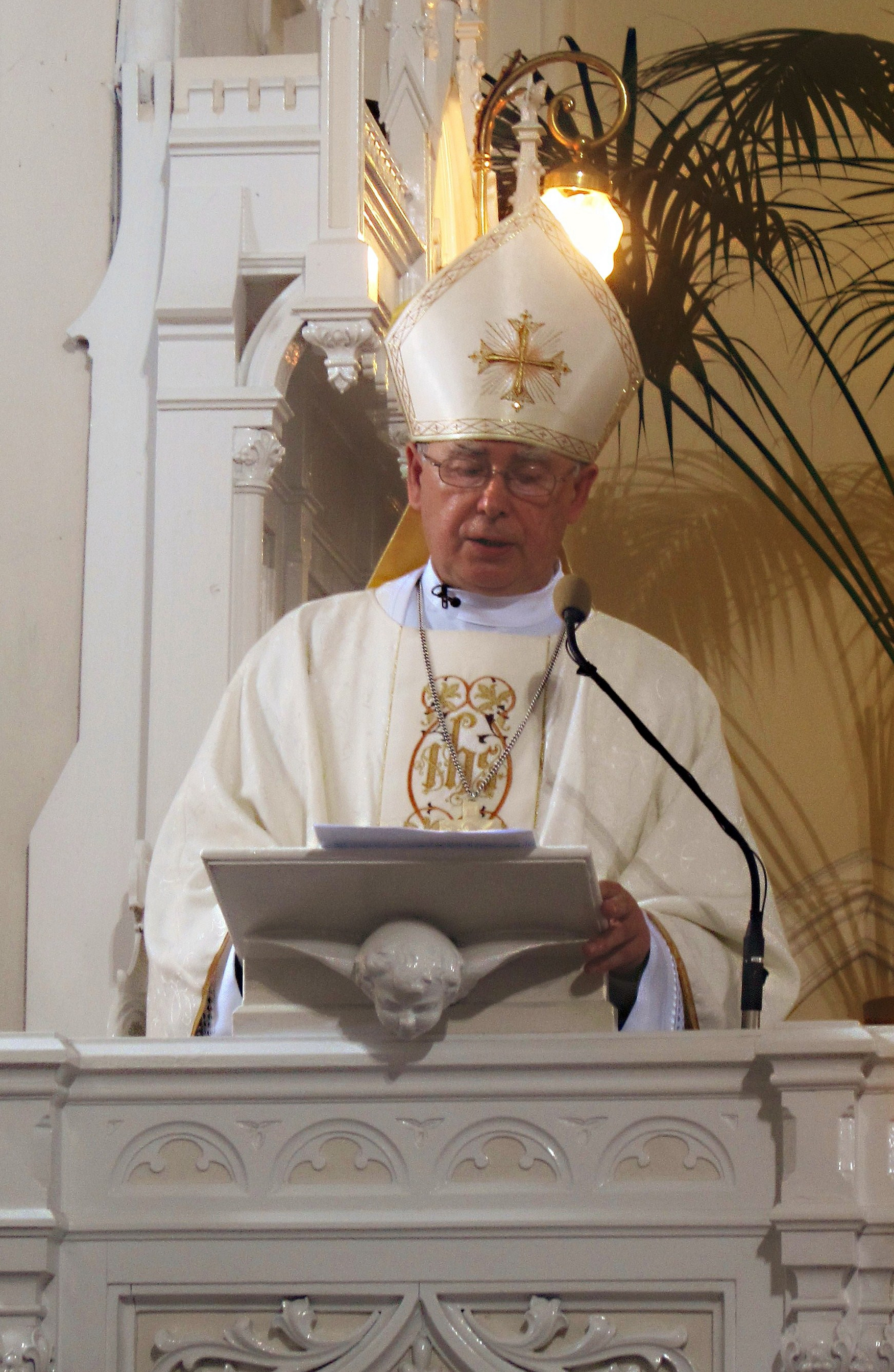
Ks. bp Maria Ludwik Jabłoński podczas wygłaszania homilii w Świątyni Miłosierdzia i Miłości w Płocku

Michał Remigiusz Maria Ludwik Jabłoński (ur. 19 grudnia 1950 w Niesułkowie) – polski biskup starokatolicki, zastępca Biskupa Naczelnego Kościoła Starokatolickiego Mariawitów w RP, ordynariusz diecezji lubelsko-podlaskiej i diecezji śląsko-łódzkiej Kościoła Starokatolickiego Mariawitów w RP, proboszcz parafii św. Franciszka z Asyżu w Łodzi, parafii Przenajświętszego Sakramentu w Pabianicach oraz parafii Trójcy Przenajświętszej w Piątku.
W latach 1964–1968 bp Jabłoński był uczniem Seminarium Duchownego Kościoła Starokatolickiego Mariawitów w Płocku i Liceum Ogólnokształcącego im. Stanisława Małachowskiego w Płocku. W 1973 ukończył studia na Chrześcijańskiej Akademii Teologicznej w Warszawie, gdzie napisał pracę magisterską pt. "Społeczne aspekty Mariawityzmu jako ruchu religijnego".
Święcenia kapłańskie przyjął 2 stycznia 1972 w Strykowie, następnie był proboszczem parafii św. Jana Chrzciciela w Dobrej, parafii św. Franciszka z Asyżu w Łodzi, parafii Przenajświętszego Sakramentu w Pabianicach, parafii Trójcy Przenajświętszej w Piątku, parafii Trójcy Przenajświętszej w Wiśniewie oraz parafii Matki Bożej Nieustającej Pomocy w Zgierzu.
Po przyjęciu sakry biskupiej w 1995 objął władzę w diecezji lubelsko-podlaskiej, w latach 1997–2007 pełnił funkcję ordynariusza diecezji śląsko-łódzkiej. 20 lipca 2007 Kapituła Zgromadzenia Mariawitów wybrała bp Michała Jabłońskiego zwierzchnikiem Kościoła Starokatolickiego Mariawitów, zastąpił on tym samym dotychczasowego bp naczelnego Zdzisława Jaworskiego. Decyzją II sesji Kapituły Generalnej Kościoła Starokatolickiego Mariawitów z 22 sierpnia 2011 pełni dodatkowo funkcję biskupa diecezji lubelsko–podlaskiej. 31 sierpnia 2015, zgodnie z uchwałą II sesji Kapituły Generalnej, zastąpiony na stanowisku biskupa naczelnego (zwierzchnika Kościoła) przez biskupa Marka Marię Karola Babiego, nadal natomiast pozostał ordynariuszem diecezji lubelsko-podlaskiej.
Zgodnie z decyzją Rady Kościoła z dnia 14 września 2015 bp M. Ludwik Jabłoński rezydował w Płocku przy Świątyni Miłosierdzia i Miłości, pełniąc jednocześnie funkcję biskupa diecezji lubelsko-podlaskiej. Została mu powierzona opieka nad klerykami oraz sprawy bieżące parafii płockiej i klasztoru. Formalnie jednak proboszczem parafii w Płocku był biskup naczelny Karol Babi. 
Od 11 lipca 2016 roku biskup Jabłoński jest proboszczem parafii Narodzenia Najświętszej Maryi Panny w Woli Cyrusowej oraz parafii Przenajświętszego Sakramentu w Łowiczu. Mimo tego, że parafie znajdują się na terenie diecezji śląsko-łódzkiej Kościoła, zachował on tytuł biskupa diecezji lubelsko-podlaskiej.
11 lutego 2023 roku Kapituła Generalna Kościoła Starokatolickiego Mariawitów powierzyła mu pełnienie obowiązków Biskupa Naczelnego po odwołaniu z tej funkcji bp. M. Karola Babiego, które zakończył w momencie wyboru nowego Biskupa Naczelnego, którym został Jarosław Maria Jan Opala.
18 września 2024 roku w związku z przejściem w stan spoczynku bp. Marii Włodzimierza Jaworskiego, objął dodatkowo urząd biskupa diecezji śląsko-łódzkiej i został proboszczem w parafii św. Franciszka z Asyżu w Łodzi, parafii Przenajświętszego Sakramentu w Pabianicach oraz parafii Trójcy Przenajświętszej w Piątku.